# 大日本帝国海軍艦艇要目解説
| 性能諸元 （ワンポイント解説） | 性能諸元 （ワンポイント解説）                                                                                                  |
| ----------------------------- | --- |
| 排水量                        | 船の重量 基準： 水上：（潜水艦）                                                                                               |
| 排水量(2)                     | 公試： 常備： 満載： 水中：（潜水艦） 総トン数：(貨客船)                                                                       |
| 全長                          | 船の前端から後端までの長さ |
| 全幅                          | 船の最大の幅 |
| 吃水                          | 船底から吃水線までの高さ |
| 飛行甲板                      | 長さ x 幅 エレベータ数（空母のみ）                                                                                             |
| 主缶                          | ボイラーの種類、数 |
| 主機                          | エンジンの種類、数 |
| 軸馬力                        | スクリュー軸の数、馬力 |
| 速力                          | 最高速度のこと |
| 航続距離                      | 距離 / 巡航速度 |
| 燃料                          | 重油以外は明示 |
| 乗員                          | 士官、下士官・兵、庸人の合計                                                                                                   |
| 兵装                          | 主要搭載兵器の種類と数 |
| 装甲                          | 無い場合は「なし」 |
| 航空機 (常+補)                | (空母以外) 水上偵察機：?機 カタパルト?基 (空母の場合) 戦闘機：?+? 機 攻撃機：?+? 機 爆撃機：?+? 機 偵察機：?+? 機 合計：?+? 機 |
| 備考                          | 最大深度：（潜水艦） 補給用重油：（給油艦）など                                                                                |

大日本帝国海軍艦艇要目解説（だいにほんていこくかいぐんかんていようもくかいせつ）は、日本海軍艦艇の主要目や性能諸元で使われる各項目の解説。

## 諸注意
内容は基本的に竣工時の計画値。その他の状態、年代の場合は明示される。公試（=建造や改装の際の最終テスト）での実測値の場合は（公試成績）と表される。ただ計画値か公試成績値か不明な値もあり、また採用の文献によって値が違う場合もある。特に、排水量（年代、状態によって値が大きく違う）、速力、軸馬力、航続距離（計画値と公試成績で値が違うのが普通）、乗員（装備や年代によって変化する、定員と実数で違うのが普通）など。

### 単位
明治初期では使用単位は定まっておらず、フィート・インチやメートルの他尺貫法の使用も見られる。
1888年（明治21年）に艦船に関してはメートル法の使用を令達するものの、
1902年（明治35年）にヤード・ポンド法とし、以降大正期まで使用する。
昭和期はまたメートル法に変更した。
- 1882年（明治15年）10月、従来の主船局の設計はヤード・ポンド法を使用していたが、以後は尺度を造船所側に合わせることになった。例えば横須賀造船所ではフランス人主導の歴史がありメートル法を使用しており、引き続きメートル法を使用、横須賀で建造する艦船の設計もメートル法にすることになった[1]。
- 1888年（明治21年）6月13日に艦船、機関、兵器、艤装、需品に関する単位はメートル法の、航海術、水路に関する単位はヤード・ポンド法の使用が令達された[2]。
- 1902年（明治35年）2月1日に艦船、機関、兵器、艤装、水路に関する単位はヤード・ポンド法の、需品に関する単位はメートル法の使用に改定された[3]。
- 1915年（大正4年）7月12日に兵器に関してはメートル法の使用に改められた[4]。
- 1927年（昭和2年）3月11日附達第13号に「大正15年度以降にメートル法で計画の新造艦船の場合」の吃水標識が定められており[5]、艦船の設計はこの頃にメートル法へ移行している。例えば妙高型（大正12年度計画[6]）の船体はヤード・ポンド法で設計され、ほぼ同じ船体の高雄型（昭和2年度計画[7]）はメートル法で設計されているが、寸法などは単位換算されているに過ぎない[8]。
- 同年9月1日に海軍で使用する単位はカイリ(=1,852m)、ノットなどを除いてメートル法に統一された[9]。この中で重量の単位にメートル・トンの記載はあるが、英トンの記載はない[9]。ただし、1928年（昭和3年）に艦船要目公表範囲が定められたが、公表する基準排水量には引き続き英トンを使用している[10]。

## 船の大きさ

### 排水量
排水量は船の重量に等しい。
単位は重量トン。
詳細な解説は排水量のページへ。
実際の排水量は物品の搭載や弾薬、燃料の消費などで常に変化するため、代表的な値をきめるが、各国、各年代によってその規定が違う。
日本海軍では以下の基準、軽荷、常備、公試、満載の5つを使用した。

#### 基準排水量
英語でStandard Displacement。
燃料、予備水を含まず、その他の消耗品は搭載した状態の排水量で、ワシントン軍縮条約で各国艦艇の比較のため定められた統一基準。
「船体・機関・防御・兵装・艤装・斉備品・乗員・弾薬・糧食・機関用真水・乗員用飲料水・その他戦闘航海に必要な全ての物件を搭載した状態ではあるが、ただ燃料と予備給水を全く積み込まない状態の排水量」と規定されている。
単位は英トン(=約1,016kg、文献には「噸」や略号「T」で表記）が用いられた。

#### 常備排水量
常備状態排水量(Displacement at Normal Loaded Condition)。
燃料は1/4、弾薬3/4、水1/2など一定比率で搭載した状態の排水量で、戦闘開始直前の状態を想定した。
大正末期までは設計のベースとなっており、公試もこの状態で行っていた。
しかし、戦闘状態の排水量と合っておらず、次項の公試排水量(公試状態排水量)を使用するようになった。
またこの頃まで、水上艦艇はヤード・ポンド法で設計されていたので英トンが単位とされた。

#### 公試排水量
公試状態排水量(Displacement at Trial Condition)は別名3分の2状態(Two-third loaded condition)とも呼び、弾薬を満載、燃料と水を2/3搭載した状態であり（目的地に到着し、戦闘開始直前の状態を想定）、大正末期以降は常備排水量に代わって設計の目標とした。
同じ頃に日本海軍はメートル法に切り替えたので仏トン(=1,000kg、文献には「瓲」や略号「t」で表記）が単位とされた。

#### 満載排水量
満載状態排水量(Displacement at Full Loaded Condition)は全ての物件を搭載し、バラスト水のみを積まない状態の排水量を指した。

#### 軽荷排水量
軽荷状態排水量(Displacement at Light Loaded Condition)は「船体・機関・防御・兵装・艤装・斉備品などはすべて搭載されており、ただ乗員とその手回り品・弾薬・糧食・真水・飲料水・機関内部とタンク内の水・燃料・予備給水などのすべてを積み込んでいない状態の排水量」と規定されていた。
また1943年（昭和18年）頃にまとめられた「一般計画要領書」には軽荷補填状態(軽荷状態からバラスト水を積み込むことで復元安定性を向上させた状態)の排水量も計算されている。

### 潜水艦の排水量

#### 水上排水量
潜水艦にも浮上時の場合は水上艦艇と同様に常備、満載、軽荷の各状態が規定されているが、戦闘航海等ではバラスト水で吃水(排水量)、トリムを調整し常に潜航可能な状態にする。これを日本海軍では標準状態と呼び、『総テノ「メインタンク」ヲ満水セバ潜航ニ移リ得ル如ク艦ノ浮力、釣合ヲ調整セル状態ヲ謂フ 常備、満載又ハ軽荷ノ各状態ヲ前項ノ状態ト為シタルヲ常備標準状態、満載標準状態、軽荷標準状態ト称ス』と規定されている。この状態で排水量は一定(満載状態排水量にその時のバラスト水等の重量を加えた値)になる。例えば波201型潜水艦の場合、常備標準状態(海水その他14.2トン)、満載標準状態(同12.4トン)、軽荷標準状態(同49.6トン)の排水量は全て等しく376.7トン(全てメインタンク残水5.7トンを含む)となっている。

#### 水中排水量
潜水艦の場合のみ。全没時の排水量を水中排水量とし、浮上時の水上排水量と別に記載する。波201型潜水艦の場合、「排水量(潜航状態)上部構造物其の他非防水区画を含まず」で440トンとなっている。

#### 基準排水量(潜水艦)
潜水艦の基準排水量はロンドン軍縮条約で規定され、『潜水艦ノ基準排水量トハ乗員充実セラレ、機関据附ケラレ且航海準備（一切ノ武器及弾薬、斉備品、艤装品、乗員ノ糧食、各種ノ需品並ニ戦時ニ於テ搭載セラルベキ各種ノ要具ヲ含ム）完成シ、唯燃料、潤滑油、清水又ハ「バラスト」用水ハ如何ナル種類ノモノタルヲ問ワス之ヲ搭載セザル工事完成セル艦船（非防水構造物内ノ水ヲ含マズ）ノ水上排水量ヲ謂フ』。水上艦艇とほぼ規定は同じで、バラスト水を含まない満載時の排水量から燃料、潤滑油、清水の重量を引いた値。
単位のトンは明記しない場合「英トン」を指す。

### トン数
貨客船の大きさを表す量の1つ（詳細な解説はトン数のページへ）。船の総容積から計算する総トン数(グロストン、Gross tonnage)、貨物や旅客に使用する容積から計算する純トン数(ネットトン、Net tonnage)などの種類がある。トン数の1トンは1000/353立方メートルで体積を表しており、重量の指す排水量と単純に比較できない。また、海外での入港時や運河通行時の課税はトン数で決まるため、軍艦でも総トン数と純トン数(登簿トン数)が計算されている。艦艇の記録はあまり残っていないが、元が貨物船で有った場合や運送艦、給油艦などでトン数のわかる場合がある。「若宮」(1920年時排水量7,600トン)は拿捕時（1894年）で総トン数4,421トンの記録が残る。

### 載貨重量トン
英語でDead weight tonnage。貨物船などに使われ、積荷や燃料などの積載品の最大合計重量。単位は重量トン。当時のタンカーと大きな相違が無い給油艦や、同じく貨物船に近い運送艦などに載貨重量トンの記録が残る。例えば第一次世界大戦中に購入した給油艦「野間」の載貨重量トン(計画時)は8,450トンだった。

## 主要寸法
艦艇の寸法の考え方や略号等のつけかたなどは色々あり、曖昧になる場合もある。日本海軍の場合は以下のように説明されている。

### 長さ
船体の船首から船尾までの長さ(Length)。記号はLが使われる。以下のいろいろな定義があり、単に長さというと水線長のことが多いが、明治初期の艦船ではどの定義かはっきりしない場合も多い。昭和期での日本海軍は垂線間長を公表していた。

#### 全長
英語でlength overall、記号Loa。
日本海軍では「船体前後端間を1WL(基本計画公試状態の吃水線)に平行に測った長さ」と説明されている。
あくまで船体の長さなので、例えば空母「伊吹」の場合は全長(200.6m)より飛行甲板長(205.0m)の方が長いという日本語で矛盾することになった。

#### 水線長
または吃水線長。
英語でwater line length、記号Lwl。
日本海軍では「吃水線における船体の長さ」。
吃水線は「船体浮泛時の水面を表す線」と説明される。

#### 垂線間長
英語でlength between perpendicular、記号Lpp。
「前後部垂線間の長さ」。
日本海軍では前部垂線(記号FP)は「計画吃水線と船首材前端の交点を通る垂直線」、後部垂線(記号AP)は「計画吃水線と主舵の舵軸中心線の交点を通る垂直線」と説明されている。
参考　* 吃水線下最大長：記号Luw。「吃水線下において水線(計画吃水線のこと)に平行に測った船体の最大の長さ」。

### 幅
英語でbreadth、記号B。
船体の幅を示す。

#### 最大幅
記号Bex。
日本海軍では「船体の外板(甲鈑)外面より外面までの最大幅」。

#### 吃水線幅
記号Bwl。
日本海軍では「吃水線における線図の示す船体の最大幅」。
参考　* 吃水線下最大幅：記号Buw。「吃水線下における線図の示す船体の最大幅」。

### 吃水
喫水とも書く。
英語でdraft、記号d。
船底から吃水線（水面）までの高さ。明示しない場合は平均吃水の値。
平均吃水は前部吃水(前部垂線での吃水)と後部吃水(後部垂線での吃水)の平均値。
計画では中部吃水(船体中央の吃水)と等しいが、実際の艦船では船体の変形があり一致しない。

### 深さ
英語でdepth、記号D。
船体の高さ。つまり船底から上甲板までの高さのこと。
日本海軍では「最大横載面(船体を横切りにしたときに計画吃水線下の面積が最大になる面、軍艦では船体中央か、やや後方が多い)におけるキールライン(日本海軍では龍骨(キール)下面のライン)から上甲板側線までの高さ」。

## 機関

### ボイラー
記載内容は（形式、）種類、数。
石炭や重油などを燃焼させて水を水蒸気にし、レシプロエンジンやタービンなどにエネルギーを供給する機器。
日本語訳として缶(旧字で罐)の字を当てた。
主缶とはメイン・ボイラーのこと。
使用可能な燃料によって以下の種類がある。
- (重油)専焼缶：重油のみ使用するボイラー。明示しない場合のこの種類。
- 石炭専焼缶：石炭のみ使用するボイラー。
- 混焼缶：重油と石炭の両方が使用可能なボイラー。

石炭燃料のボイラーの場合、焚き口が片面(single ended)だけにあるものと両面(double ended)にあるものがあった。
形式は初期に用いられた煙道式、煙管式と後に広く用いられた水管式に大きく分けられる。
- 煙道缶(flue boiler)：1860年頃まで使われた形式[24]で数個の方形の炉と折れ曲がった煙道(flue)を備え[25]、火床や煙道のまわりを水が囲んでいた[23]。戦前の文献では㷔筒式缶の記載もある[24]。
- 煙管缶(smoke tube boiler)：折れ曲がった煙道の代わりに多数の細い煙管(smoke tube)を備え、熱交換の効率を高めたボイラー[25]。1840年代に入って実用化された[25]。戦前の文献では管入缶(tubral boiler)の名称も見られる[24]。日本海軍で使用したボイラーでは以下のような形式がある。
  - 汽車缶(locomotive boiler):「千代田形」などに搭載された[26]。図によると燃焼室からの煙管はそのまま奥に向かい、煙路は焚き口の反対に出ている[27]。「千代田形」の場合、横に長い円筒を3つ並べた形状をしていた[27]。
  - 角缶（return tube flue type boiler)：日本海軍では「乾行」などが搭載した[28]。図によると燃焼ガスが燃焼室の上にある煙管を奥から手前に戻って、煙路が焚き口と同じ側に出る[29]。ボイラーの外形は直方体の形状をしていた[29]。
  - 戻火缶：「清輝」「海門」「天龍」などの国内建造艦に搭載との記載がある[30]。
  - 円缶(cylindrical boiler)[23]：スコッチボイラー(scotch boiler)[25]とも呼ばれる。詳細は「スコッチボイラー」を参照。高圧蒸気が可能なよう外形と炉を(横にした)円筒形にしたもの[25]。日本海軍では後述するベルビール缶の採用まで、戦艦・装甲巡洋艦に搭載された[28]。商船用ボイラーとしては20世紀に入っても広く使用され[25]、太平洋戦争時の日本海軍艦艇でも隼鷹型航空母艦(元計画は橿原丸級貨客船)の補助缶(後述)にこの形式が2基搭載された[31]。
- 水管缶(water tube boiler)[23]：従来の煙道式や煙管式は煙道や煙管の周囲に水を配置していたが、この形式は燃焼室や煙道内部に多数の水管(water tube)を配置した構造で、円缶より更に高温高圧の蒸気が得られる[32]。アイデアは19世紀初めからあったが開発が困難で実用化が遅れた[32]。日本海軍艦艇に搭載された主な形式は以下の通り。
  - ベルビール式(Belleville)：1849年にベルビールがプロトタイプを開発、1850年に実用化され、軍艦用ボイラーとして好評を得た[33]。日本海軍でも戦艦・巡洋艦の多くに搭載された[33]。
  - ニクロース式(Niclausse)：ベルビール式同様にフランスで開発され好評を得たボイラーだったが、日本海軍では宮原式(後述)が開発されたため少数の搭載にとどまった[34]。
  - 宮原式(Miyahara)：海軍造船大監宮原二郎工学博士が考案設計し、1898年に特許を取った国産ボイラー[35]。1902年に「厳島」のボイラー換装の際に搭載し、1915年進水の「山城」まで国産大型艦のほとんどに搭載された[35]。
  - ヤーロー式(Yarrow)[23]：ヤーロー社が開発、その後の改良によりバブコック・ウイルコックス式と同じくらい好評だった[36]。ヤーロー社建造の戦艦「金剛」などに搭載された[36]。
  - 艦本式[23]：海軍艦政本部の設計でヤーロー式を元に改良を加えたボイラー[36]。昭和期建造の多くの艦艇が搭載した。詳細は艦本式ボイラーを参照。
  - ジュタンプル式(Du temple[37])：第十五号型水雷艇に搭載された[38]。
  - ソーニクロフト式(Thornycroft)[23]：ソーニクロフト社建造の駆逐艦に搭載された[39]。
  - ノルマン式(Narmand)[23]：ノルマン社建造の水雷艇に搭載された。

日本海軍艦艇には搭載されなかったその他の形式として、
ベルビール式の改良型で、現在も使われる集合管型水管缶(Header-type water-tube boiler)の元となったバブコック・ウイルコックス式(Babcock & Wilcox)、
ジュール式(Durr)、
ジョンソン式(Johnson)、
プルドン・キャパス式(Prudhon-Capus)
などがあった。
参考* 補助缶 : 主機での使用が目的でない缶（ボイラー）、ドンキー・ボイラーとも呼ばれる。蒸気は推進用だけでなく大正期の艦艇では舵取機械などが蒸気式であり(竣工時の金剛型戦艦など)、日本海軍では調理の熱源やお風呂を沸かすのにも蒸気を使用した。このため蒸気の力で推進するレシプロ推進艦、タービン推進艦以外の艦船や帆船でもボイラーを搭載することがある。例えば北洋行動を考慮した占守型海防艦(ディーゼル推進)には補助缶が搭載され、その蒸気は室内暖房や錨鎖の解氷、艦橋窓ガラスの解氷にも使用された。

#### （電池）
潜水艦の場合はこの欄に書かれる場合がある。水中航行時使用する蓄電池の種類、数。

### 主機
メイン・エンジンのこと。（形式、）種類、数。種類は以下の通り。
- レシプロ：艦船の場合は通常蒸気機関を指す。蒸気によってピストンを往復運動させるもの。往復運動はクランクを介して回転運動に変えられスクリュー軸などへ導かれる。1本のピストンだけでは馬力が足らないので多気筒、多段（ピストンから出てきた蒸気を更に別のピストンに導くこと）の場合が多い。
- タービン：艦船の場合は蒸気タービンを指す。蒸気によって羽根車を回転させるもの。スクリューシャフトとの結合方法で更に以下の種類に分かれる（単にタービンと書かれた場合はオール・ギアード・タービン）。
  - オール・ギアード：タービン軸とスクリュー軸の結合に減速ギアを用いたもの。船舶用タービンは通常この種類。
  - 直結：タービンの回転をそのままスクリュー軸に伝えるもの。タービン実用化初期のころのみ。
- 焼玉：焼玉エンジン。いわゆるポンポン船。タグボートなどの小型船舶用。
- ディーゼル：ディーゼルエンジン。船舶では通常重油を燃料とする。
- ガソリン：ガソリンを燃料とした内燃機関。いわゆるガソリンエンジン。
- タービン・エレクトリック：蒸気をタービン発電機に導いて電気を発生させ、モーターでスクリュー軸を回すもの。
- ディーゼル・エレクトリック：ディーゼル発電機で電気を発生させ、モーターでスクリュー軸を回すもの。

### 軸馬力
軸数はスクリュー軸の数のこと。潜水艦の場合は水中での馬力も表示する。
馬力の単位は英馬力(HP,hp)。以下の単位の場合もある。
- IHP,ihp：指示馬力。レシプロ機関の場合。
- SHP,shp：軸馬力。タービン機関の場合。
- BHP,bhp：制動馬力。ディーゼル機関の場合。

### 速力
船の最高速度。単位ノット(kt)。
- 水中：潜水艦のみ。水中での速力。

### 航続距離
燃料を満載にした時の連続航行可能距離。単位海里(カイリ、浬、NM、nmiとも表示)。そのときの速度（巡航速度）も表示される。
- 水中：潜水艦のみ。水中での航続距離。

### 燃料
種類と量。単位トン(t)。明示しない場合の種類は重油。

## 兵装

### 兵装
主要搭載兵器の種類と数。

### 装甲
装甲板の厚さ。単位ミリメートル(mm)
- 舷側 : 舷側に張られた装甲板の厚さ。
- 水平 : 甲板に水平に張られた装甲板の厚さ。垂直近くで落下する砲弾、航空機の爆弾への対処のために装備する。
- その他主砲、司令塔その他の装甲厚が記入されている場合もある。

### 航空機
艦艇に搭載される航空機。種類、数とその合計機数、カタパルト基数などが記載される。艦載機とも言う。またカタパルトは射出機とも言う。
- 常用機：いつでも使える状態で搭載されている航空機。常もしくは常用と略記。
- 補用機：分解して搭載されている航空機。必要なら組み立てて使用可能。補もしくは補用と略記。

### 飛行甲板
航空母艦のみ。飛行甲板の長さ x 最大幅。単位メートル(m)。エレベータ数もわかれば表示される。

## その他

### 乗員
単位名。士官、下士官・兵、庸人の合計人数。またはそれぞれの人数など。

### 備考
その他必要な項目が記入されている。
潜水艦の場合* 最大深度: 潜行可能な水深のこと。最大潜航深度とも言う。単位メートル(m)。安全率を掛けて設計するのでそれを超えたら直ちに圧壊沈没する訳ではない。
給油艦の場合* 補給用重油: 他艦に供給可能な重油の量。単位トン(t)。